# Скала ИФ
Скала ИФ (на фарьорски: Skála Ítróttarfelag) е футболен отбор от Фарьорски острови. Клубът е базиран в Скала, на остров Естурой, Фарьорски острови. Тимът играе в най-високото ниво на футбола на Фарьорските острови.

## История
Основан през 1965 година. Домакинските си мачове играе на стадион „Скала“ с капацитет 2000 места.
Най-успешният сезон в историята на отбора е 2005. Тогава отборът става вицешампион на страната и печели правото да играе в Купата на УЕФА 2006/07.
Дълго време отбора играе само приятелски мачове. Едва през 2000 година успява да спечели правото си да играе във 2-ра дивизия. Само след 2 изиграни сезона „Скала“ печели мястото си във Висшата лига на островите.

## Успехи
- Формуладейлдин: (Висша лига)
  -  Бронзов медал (2): 2004, 2005
- Първа лига:
  -  Победител (1): 2015
- Втора лига:
  -  Победител (3): 1998, 2000, 2010
- Купа на Фарьорски острови:
  - 1/2 финалист (1): 2019